# Hozená rukavice
Hozená rukavice (v anglickém originále Gauntlet) je 20. epizoda 2. řady americko-kanadského sci-fi seriálu Hvězdná brána: Hluboký vesmír.

## Děj
Zatímco na ošetřovně TJ neúspěšně zkouší, jestli se už vyléčila Parková, plk. Younga zastaví Wrayová, že by si měl odpočinout. Bohužel, Eli Wallace s Rushem ho zavolají do řídící místnosti. Ukážou Youngovi výsledek zjišťování polohy strojů. Zjistí, že stroje číhají u každé brány na cestě přes tuto galaxii, tudíž se jim nelze vyhnout. Říkají o tom Telfordovi na velitelství, ale ten zatím na Langaře žádnou pomoc nevyjednal. Rush přichází na nápad, jak napadat řídící lodě. Nastavili by štíty jen proti střelám strojů. To ale bohužel nefunguje, protože stroje začaly narážet do lodi jako kamikaze. Loď taktak vyvázne se skrovnými zásobami. Eli nakonec přichází na jediné řešení, vyjet z galaxie a dojet do jiné. To by ale trvalo 3 roky, a tak budou nuceni použít stázové komory. 8 stázových komor je ale rozbitých, a tak musejí získat jistý prvek, co se nachází jen na planetě střežené stroji. Explozí jednoho člunu se jim podaří zničit řídící loď, a naberou daný prvek na planetě. Poté skočí do FTL. Postupně se všichni rozloučí se svými příbuznými na Zemi a nastupují do komor, až nakonec zbudou jen Rush, Young a Eli. Rush v tuto chvíli přizná, že je jedna komora rozbitá. Chvíli se hádají, kdo zůstane venku, až to nakonec Young Rushovi zakáže. Venku zůstává Eli, který oba dva uloží do komor s tím, že se mu za zbývající dva týdny do vypršení energie snad podaří opravit komoru.
Poznámka: Následující děj nebyl nikdy ukončen, protože seriál byl zrušen z nedostatku finančních zdrojů